# NGC 754
NGC 754 је елиптична галаксија у сазвежђу Еридан која се налази на NGC листи објеката дубоког неба.
Деклинација објекта је - 56° 45' 40" а ректасцензија 1h 54m 20,8s. Привидна величина (магнитуда) објекта NGC 754 износи 14,2 а фотографска магнитуда 15,2. NGC 754 је још познат и под ознакама ESO 152-33, PGC 7068.